# HNLMS Jan van Brakel (F825)
Pour les autres navires du même nom, voir HS Kanaris.
Le HNLMS Jan van Brakel (F825) est une frégate de classe Kortenaer en service dans la Marine royale néerlandaise de 1983 à 2001. Elle fut rebaptisée HS Kanaris (F464) lors de son transfert à la Marine de guerre hellénique en 2002.

## Historique

### Marine royale néerlandaise (1983-2001)
Le navire a été construit par Damen Schelde Naval Shipbuilding à Vlissingen-Oost aux Pays-Bas et fut nommé en mémoire du commandant naval néerlandais Jan van Brakel (1618-1690). Il a été lancé le 16 mai 1981 et mis en service le 14 avril 1983. De mars à octobre 1993, il a été déployé en mer Adriatique, soutenant les opérations de l'OTAN et de l'ONU contre la Yougoslavie. Il a finalement été décommissionné le 12 octobre 2001 pour être vendu à la Grèce,.

### Marine de guerre hellénique (depuis 2002)
Incorporé par la Marine de guerre hellénique le 29 novembre 2002, il a été rebaptisé HS Kanaris (F464) d'après l'amiral Konstantínos Kanáris (1790-1877),.

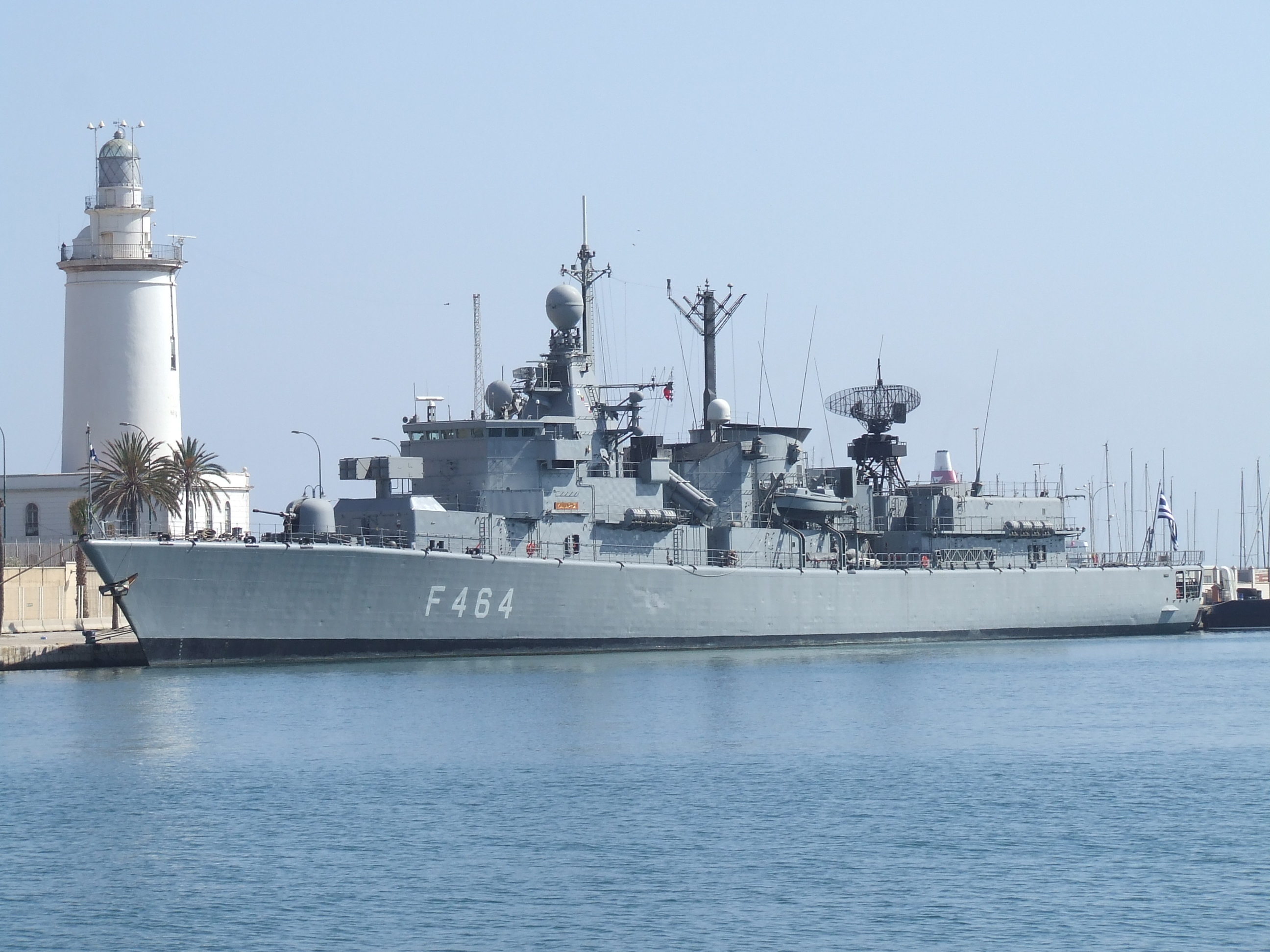
La frégate grecque HS Kanaris (F464) à Malaga
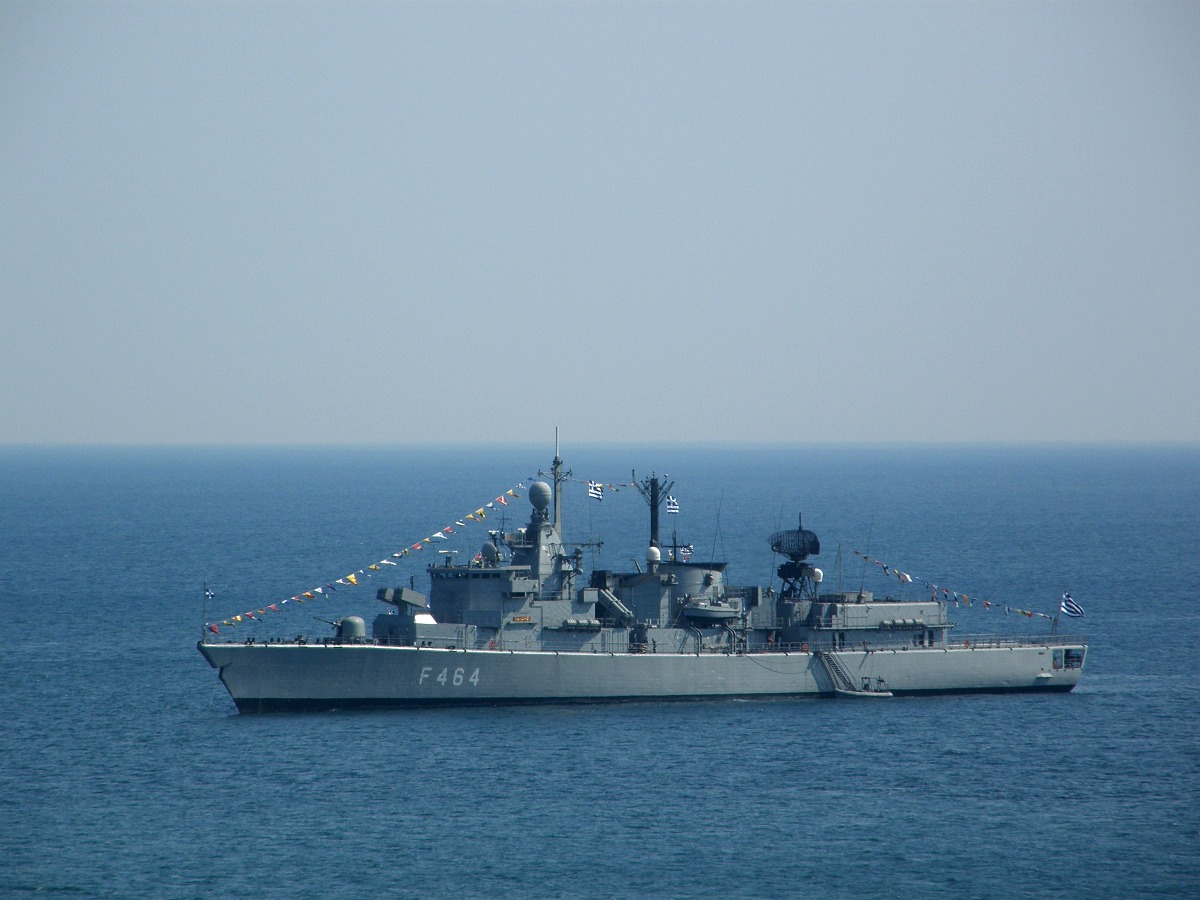
La frégate grecque HS Kanaris (F464) dans la baie de Phaleron